# Bayerischer Filmpreis
O  Bayerischer Filmpreis (em português Prêmio de Cinema Bávaro) premia "excepcionais conquistas para o cinema alemão", e a cerimônia ocorre desde 1979, bancada pelo governo da Baviera. Juntamente com o Deutscher Filmpreis, estes são os maiores reconhecimentos cinematográficos da Alemanha.
A entrega do prêmio ocorre em meados de janeiro no Teatro Cuvilliès, em Munique, honrando os lançamentos do ano anterior. Estes prêmios são um desembolso de caixa de €400 000. O maior deles, de €200 000, é para a Melhor Produção, "o único e mais excepcional filme que deixa a maior impressão geral". Os outros variam de €10 000 a €25 000. Os ganhadores também recebem uma estatueta de porcelana do personagem da Commedia dell'arte Pierrot, desenhada por Franz Anton Bustelli e feita pela fábrica da Porcelana Nymphenburg em Munique.

## Categorias
Os ganhadores são escolhidos por um júri indicado pelo governo nas seguintes categorias:
- Melhor Produção
- Melhor Diretor
- Melhor Ator
- Melhor Roteiro
- Melhor Cinematografia
- Melhor Edição
- Melhor Trilha Sonora
- Melhor Produção
- Melhor Documentário
- Melhor Filme Infantil
- Prêmio Especial

O primeiro-ministro da Baviera também pode conceder um Prêmio Honorário.
- Este artigo foi inicialmente traduzido, total ou parcialmente, do artigo da Wikipédia em inglês cujo título é «Bayerischer Filmpreis».